# Thần kinh trụ
 Trong giải phẫu người, thần kinh trụ (tiếng Anh: ulnar nerve; tiếng Pháp: le nerf ulnaire) là dây thần kinh chạy gần xương trụ. Dây chằng bên trong khớp khuỷu tay liên quan mật thiết đến thần kinh trụ. Đây là thần kinh lớn nhất trong cơ thể người không được cơ hoặc xương bảo vệ, vì vậy hay gặp chấn thương.
Thần kinh trụ gây ra cảm giác giống như bị điện giật khi có tác động mạnh từ phía sau hoặc phía dưới (khi khuỷu tay gập) mỏm trên lồi cầu trong xương cánh tay, nguyên nhân là do thần kinh trụ bị mắc kẹt giữa xương và da. Vì cảm giác tê bì này hay gặp trong cuộc sống, nên tiếng Anh xuất hiện danh từ "xương cười" (funny bone), chơi chữ dựa trên hai từ đồng âm: humerus (xương cánh tay) và từ humorous (hài hước).

## Cấu trúc

### Cánh tay
Thần kinh trụ có nguyên ủy từ rễ C8 - T1 (đôi khi còn mang sợi từ C7 phát sinh từ bó ngoài), hợp lại thành bó trong của đám rối thần kinh cánh tay, đi xuống và vào trong động mạch cánh tay, đến đầu bám của cơ quạ cánh tay (5 cm trên bờ trong của xương cánh tay). Sau đó, nó đâm thủng vách gian cơ, đi vào ô cánh tay sau cùng các mạch máu trụ trên. Thần kinh chạy góc giữa-sau xương cánh tay, qua sau mỏm trên lồi cầu trong (trong khe thần kinh trụ, có thể sờ được bằng tay).

### Cẳng tay
Thần kinh trụ không đi trong hố trụ (cubital fossa). Nó đi vào ô cẳng tay trước, giữa hai đầu của cơ gấp cổ tay trụ, đi dọc theo bờ ngoài của cơ này. Thần kinh trụ chạy giữa cơ gấp các ngón tay nông (ngoài) và cơ gấp các ngón tay sâu (trong). Gần cổ tay, thần kinh đi nông hơn mạc gân gấp, được dây chằng trong khớp cổ tay che phủ.
Ở cẳng tay, thần kinh tạo ra các nhánh sau: :700
- Nhánh cơ của thần kinh trụ - chi phối 3/2 cơ (cơ gấp cổ tay trụ và nửa trongcủa cơ gấp các ngón tay sâu)[3]
- Nhánh gan tay của thần kinh trụ - phát sinh từ phần giữa cẳng tay và chi phối cho da trên ô mô út.
- Nhánh mu tay của thần kinh trụ - phát sinh từ phía trên cổ tay 7,5 cm, chi phối cảm giác da của 1,5 ngón và vùng giữa các ngón tay.
- Các nhánh chi phối khớp khuỷu tay.

### Bàn tay
Thần kinh trụ đi vào lòng bàn tay qua ống Guyon (ống trụ), đi nông hơn mạc gân gấp, phía ngoài xương đậu.
Ở đây thần kinh chia thành các nhánh sau:
- Nhánh nông của thần kinh trụ - chi phối cơ gan bàn tay ngắn và các nhánh ngón tay cho 1 và 1/2 ngón tay kể từ ngón út.[3][5]
- Nhánh sâu của thần kinh trụ - đi kèm với nhánh sâu của động mạch trụ. Thần kinh đi giữa cơ giạng ngón tay út, cơ gấp ngón tay út ngắn, cơ đối chiếu ngón tay út, chi phối ba cơ này và nằm trên móc của xương móc. Sau đó, thần kinh đi ra ngoài, cung cấp cho tất cả cơ gian cốt gan bàn tay, cơ gian cốt mu bàn tay, cơ giun thứ 3 và thứ 4. Thần kinh tận cùng tại cơ khép ngón tay cái.
- Nhánh khớp đến cổ tay.

## Chức năng
Thần kinh trụ điều khiển các chuyển động tinh tế của ngón tay.

### Cảm giác

Chi phối bì chi trên bên phải. Thần kinh trụ chi phối vùng da trên bàn tay có màu xanh nhạt.

Thần kinh trụ chi phối cảm giác da cho ngón tay thứ năm, nửa giữa của ngón thứ tư và phần tương ứng trên lòng bàn tay:
- Nhánh gan tay của thần kinh trụ - chi phối cảm giác cho da và móng mặt trước
- Nhánh mu tay của thần kinh trụ- chi phối cảm giác cho da vùng mu bàn tay và 2,5 ngón tay kể từ phía trong (từ ngón út). Trờ các phần mu đốt II và III ngón giữa và nửa ngón nhẫn do thần kinh giữa chi phối cảm giác.[5]

### Vân động
Thần kinh trụ và các nhánh của nó chi phối:
- Nhánh khớp chi phối khớp khuỷu tay.
- Ở cẳng tay, nhánh cơ của thần kinh trụ chi phối: 
  - Cơ gấp cổ tay trụ
  - Cơ gấp các ngón tay sâu (nửa trong)
- Ở bàn tay, nhánh sâu của thần kinh trụ chi phối: 
  - Cơ ở ô mô út
    - Cơ đối chiếu ngón tay út
    - Cơ giạng ngón tay út
    - Cơ gấp ngón tay út ngắn

  - Các cơ giun thứ ba và thứ tư
  - Cơ gian cốt mu bàn tay
  - Cơ gian cốt gan bàn tay
  - Cơ khép ngón tay cái
  - Cơ giạng ngón tay cái ngắn (đầu sâu)
- Ở bàn tay, Nhánh nông của thần kinh trụ chi phối: 

Bàn tay vuốt trụ do thần kinh trụ bị tổn thương.

  - Cơ gan bàn tay ngắn

## Ý nghĩa lâm sàng
Thần kinh trụ bị tổn thương phổ biến nhất quanh khuỷu tay. Một số bệnh nhân bị phong (hủi), các cơ do dây trụ vân động bị liệt, biểu hiện rõ nhất ở bàn tay là mô út bị teo, ngón út và ngón nhẫn luôn ở tư thế đốt I bị duỗi, đốt II và III bị gấp, gọi là bàn tay vuốt trụ (ulnar claw, do các cơ gian cốt và các cơ giun 3 - 4 bị liệt, không kéo được phần cuối cả các gân duỗi tương ứng).

## Hình ảnh bổ sung

Đám rối thần kinh cánh tay
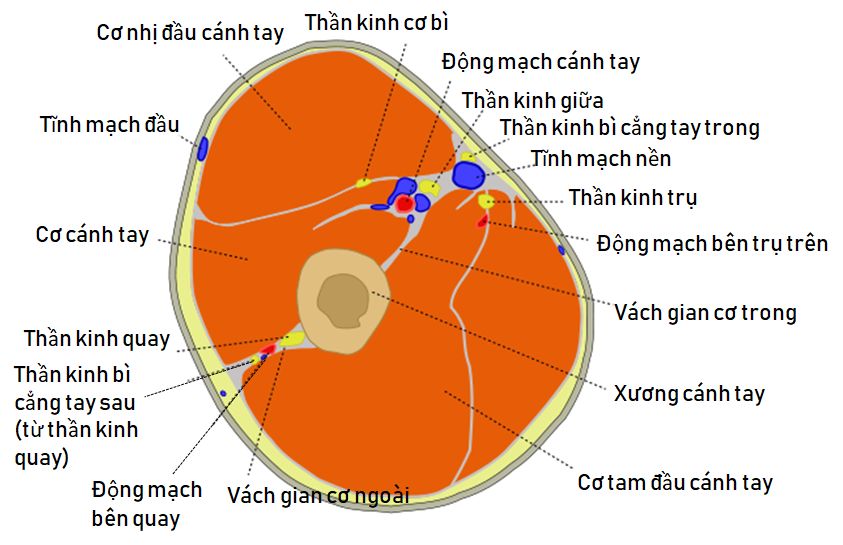
Mặt cắt ngang qua giữa cánh tay.
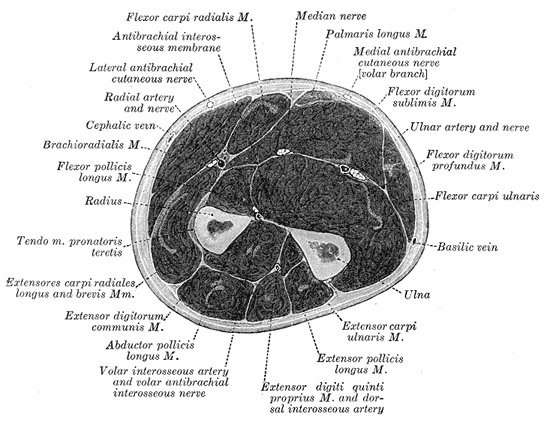
Mặt cắt ngang qua giữa cẳng tay.
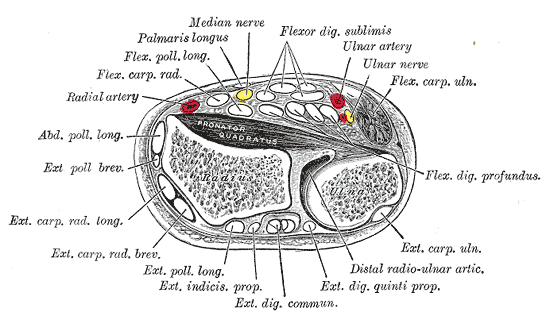
Mặt cắt ngang qua đầu xa của xương quay và xương trụ.
Mặt cắt ngang qua cổ tay và ngón tay.
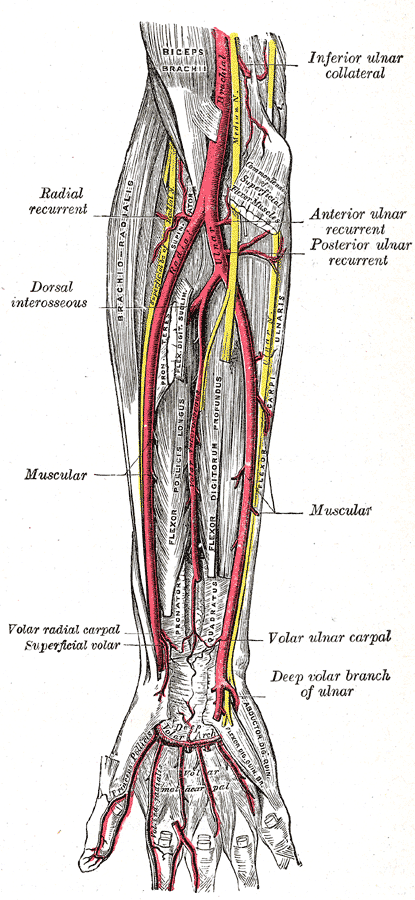
Thần kinh trụ và động mạch quay. Nhìn sâu.
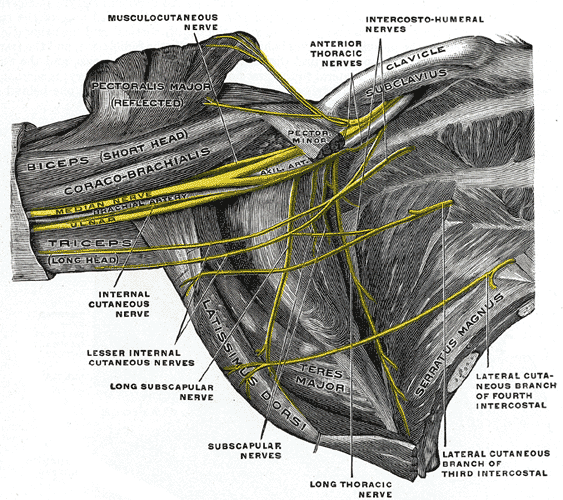
Đám rối cánh tay phải, nhìn từ bên dưới và phía trước.
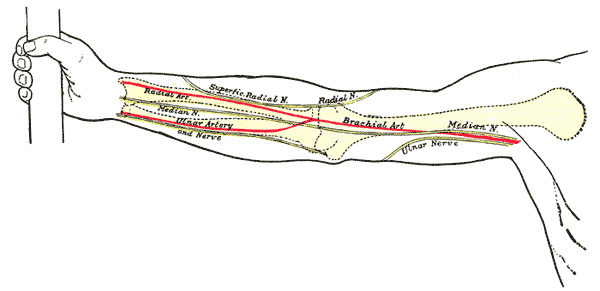
Mặt trước chi trên bên phải
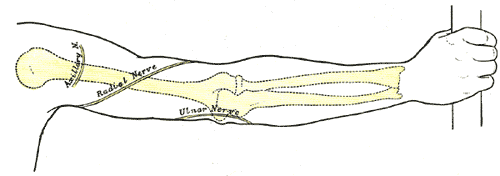
Mặt sau của chi trên bên phải
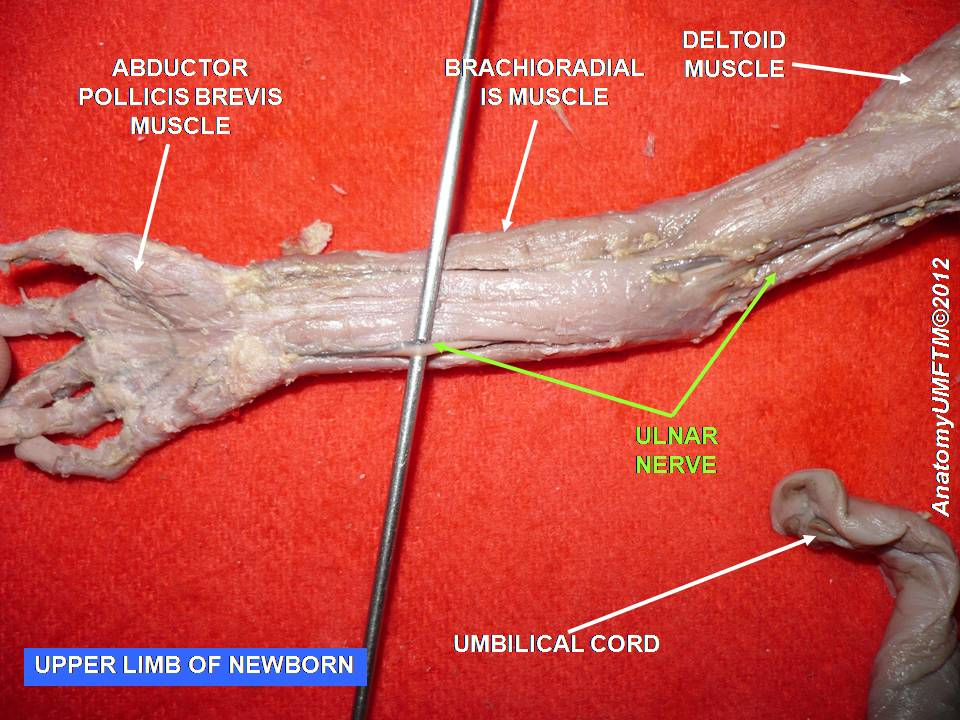
Thần kinh trụ (Ulnar nerve)
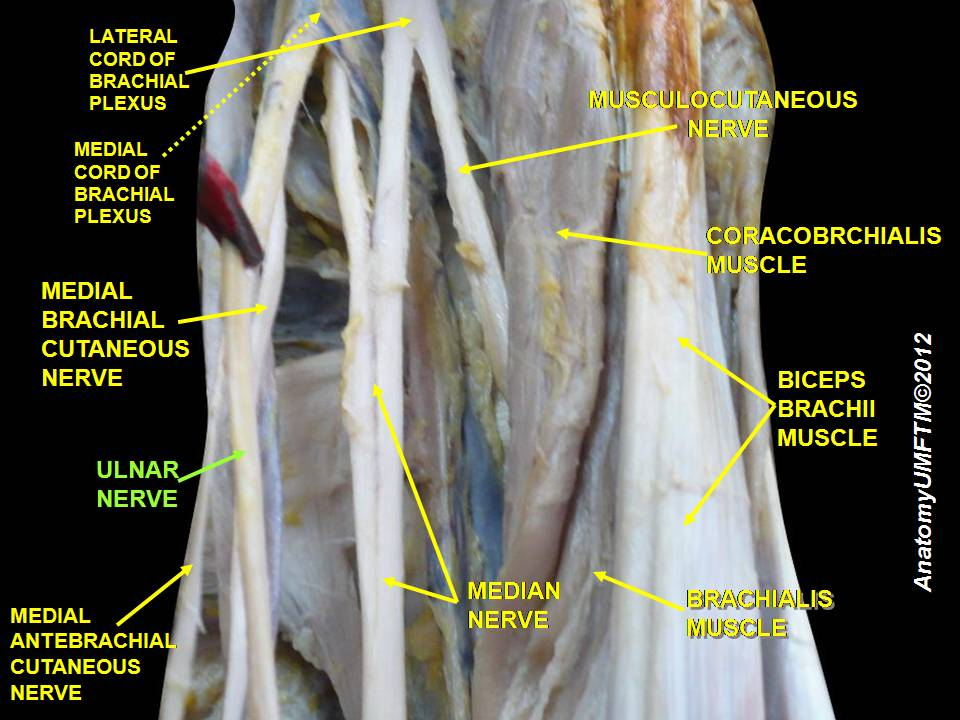
Đám rối cánh tay. Thần kinh trụ (Ulnar nerve) có màu xanh lá cây.
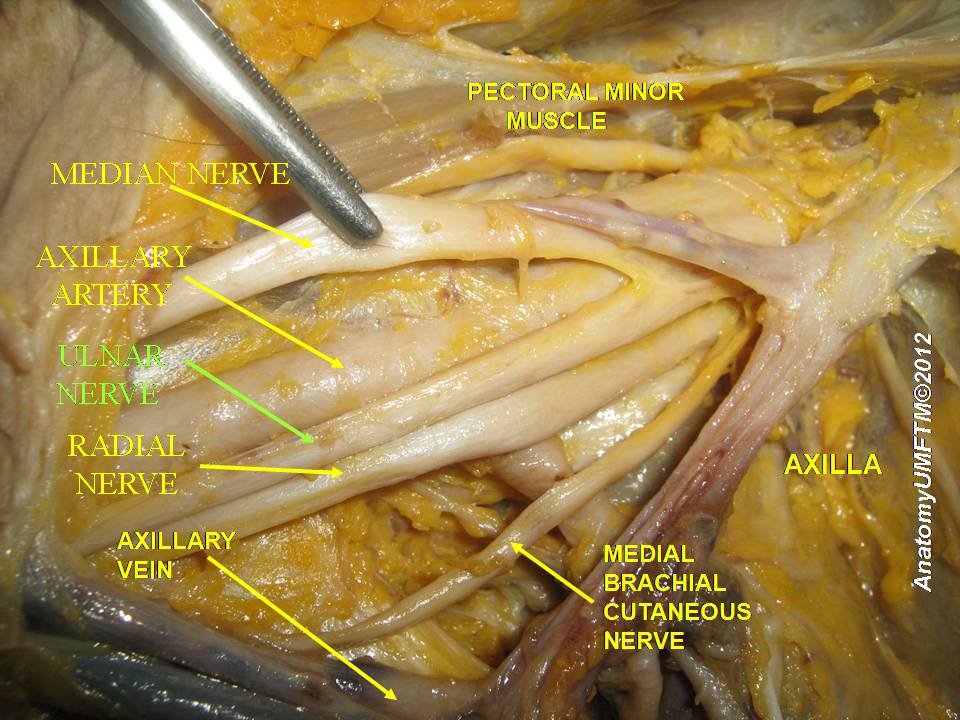
Thần kinh trụ (Ulnar nerve)
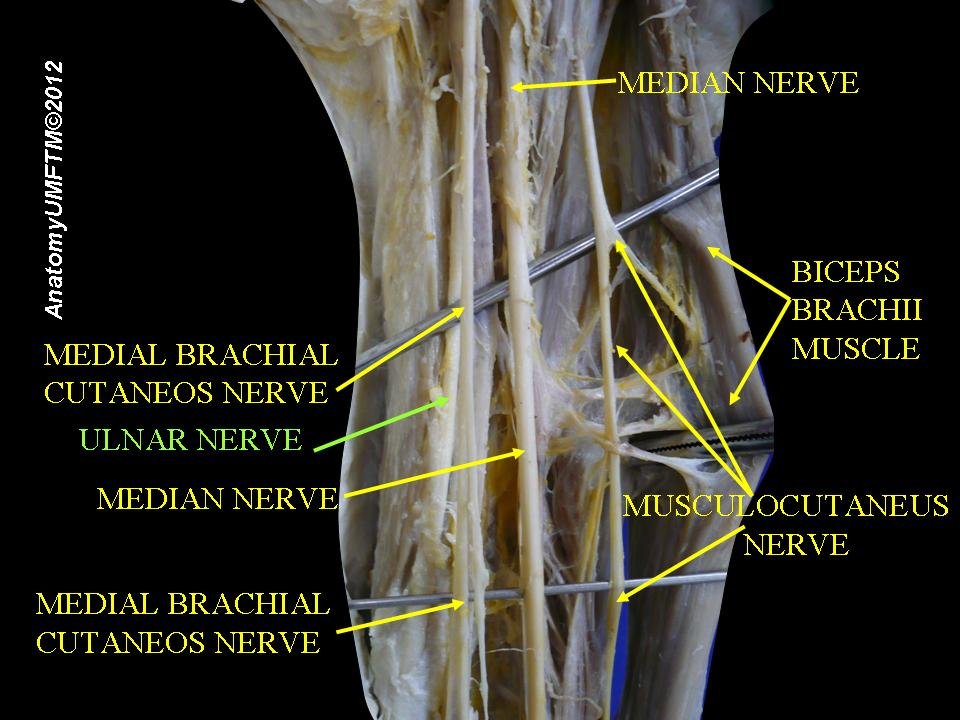
Thần kinh trụ (Ulnar nerve)
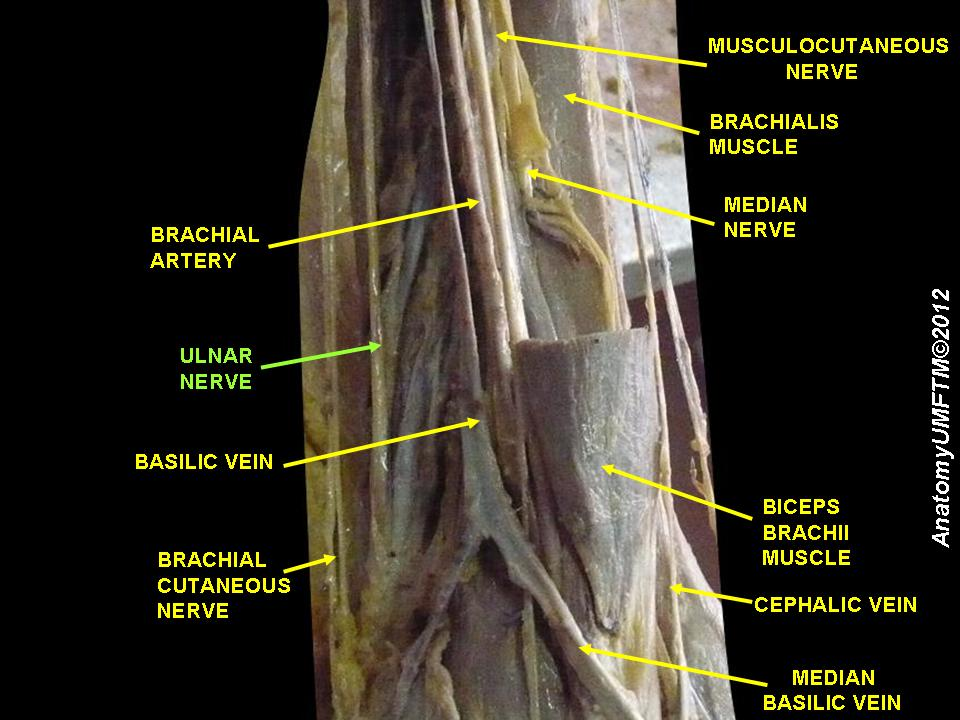
Thần kinh trụ (Ulnar nerve)
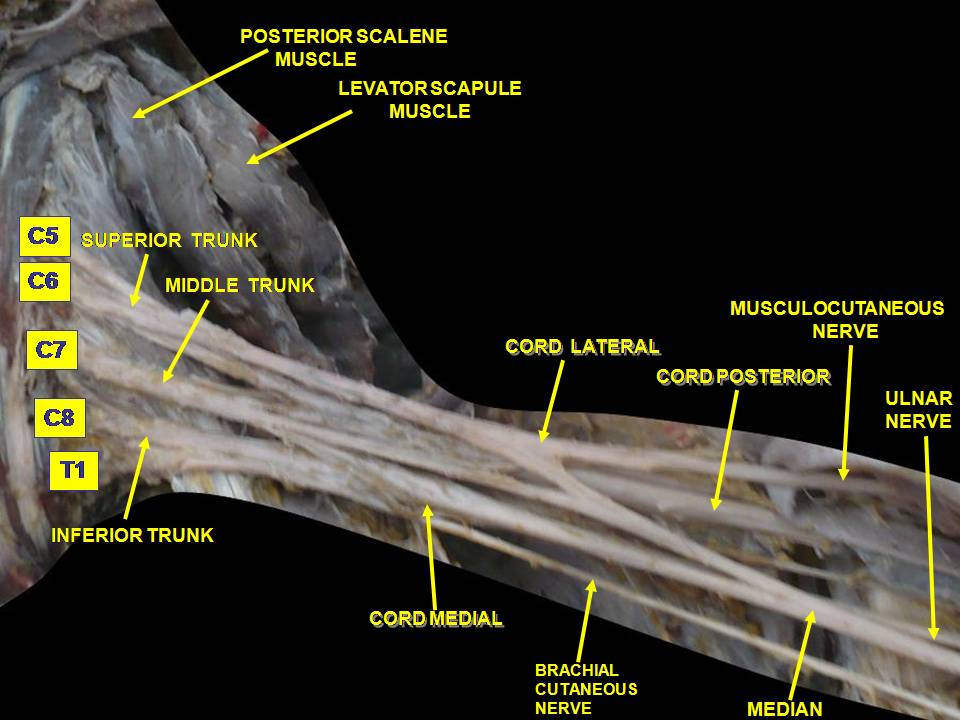
Đám rối thần kinh cánh tay đã bóc tách, nhìn từ phía trước